# دویویل (یوتا)
دویویل (به انگلیسی: Deweyville) شهری در ایالت یوتا کشور ایالات متحده آمریکا است که جمعیت آن در سرشماری سال ۲۰۱۰ میلادی، ۳۳۲ نفر بوده‌است.